# Osiedle Różanka (Chorzów)
Osiedle Różanka – osiedle mieszkaniowe w Chorzowie, graniczące od południa z Parkiem Róż, położone na zachód od ulicy Gałeczki, na południe od ulicy Katowickiej i na wschód od ulicy Kilińskiego.
Osiedle zaprojektowali architekci Janusz Grzegorzak i Andrzej Trybus z katowickiego Inwestprojektu. Zostało wzniesione w latach 1971–1975, a jego nazwa nawiązuje do Parku Róż przy osiedlu. Zabudowania obejmują m.in. ulice Różaną i Astrów, składa się na nie głównie 9 wieżowców i dwa bloki czteropiętrowe, w których znajduje się łącznie około 600 mieszkań. 

## Układ osiedla
Osiedle składa się z wysokich budynków w centralnej części osiedla oraz zabudowy niskiej na jego obrzeżach.
W południowo-wschodniej części osiedla u zbiegu ulic Gałeczki i Astrów znajduje się supermarket, natomiast w południowo-zachodniej pawilon handlowy.

## Parafie
Większość mieszkańców osiedla należy do parafii św. Antoniego z Padwy w Chorzowie.

## Komunikacja
Przez osiedle nie przebiegają linie komunikacyjne.
Do osiedla można dostać się autobusami zatrzymującymi się na przystanku Klimzowiec Gałeczki oraz tramwajami kursującymi wzdłuż ul. Katowickiej.